# Lindach (Naturschutzgebiet)
Lindach ist ein Naturschutzgebiet auf der Gemarkung des Igersheimer Ortsteils Bernsfelden im Main-Tauber-Kreis in Baden-Württemberg.

## Geschichte
Durch Verordnung des Regierungspräsidiums Stuttgart über das Naturschutzgebiet Lindach vom 31. Dezember 1975 wurde ein Schutzgebiet mit 16,3 Hektar ausgewiesen.

## Schutzzweck
Es wurde ein Bannwald (LWaldG § 32) eingerichtet mit dem Untersuchungsziel, welche Rolle die Rotbuche in der Weiterentwicklung und Zusammensetzung des natürlichen Waldes spielt.

## Flora und Fauna
Auf der flachwelligen Hochfläche zwischen Tauber und Main besteht auf Löß künstlich begründeter Traubeneichen-Bestand mit Beimischung von Linde, Bergahorn, Hainbuche, Aspe und Ulme. In den feuchten Senken auf Grundwasserböden Esche und Erle.